# Dasineura anemone
Dasineura anemone är en tvåvingeart som först beskrevs av Ephraim Porter Felt 1907.  Dasineura anemone ingår i släktet Dasineura och familjen gallmyggor.
Artens utbredningsområde är New York. Inga underarter finns listade i Catalogue of Life.